# Silvain Pouvreau
Pour les articles homonymes, voir Pouvreau.
Silvain Pouvreau, né à Bourges et mort à Paris c. 1675, est un prêtre et écrivain de langue basque du XVIIe siècle.

## Biographie
Silvain Pouvreau fait ses études religieuses à Paris, où il rencontre Saint Vincent de Paul, ainsi que l'évêque Fouquet.
Il est le secrétaire de Jean Duvergier de Hauranne, abbé de Saint-Cyran, et apprend avec lui le basque, le latin, l'espagnol et l'hébreu.
Entre 1640 et 1644, il est curé de Bidart, lorsque Fouquet était évêque de Bayonne. Il retourne ensuite à Paris. Il mène ses travaux basques dans les décennies 1650 et 1660 : les premières traductions en basque des livres de religion recommandés à la suite du Concile de Trente, et son dictionnaire, entre autres.

## Œuvres

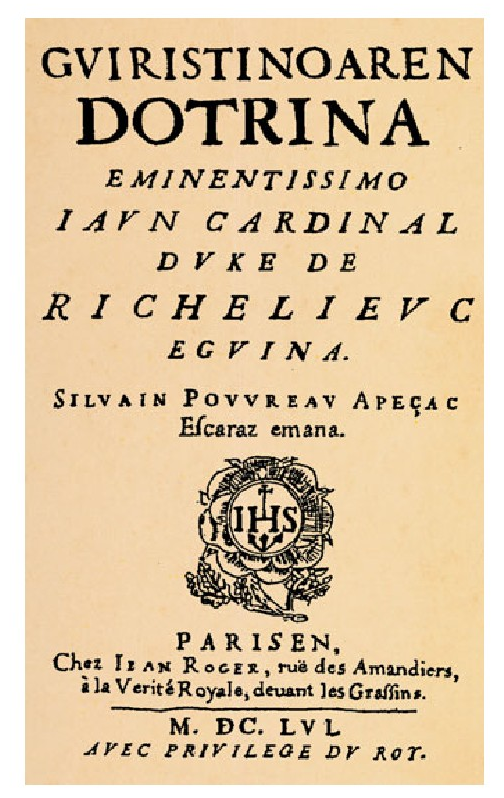
Couverture de la première édition en fac-similé du Guiristinoaren dotrina de Silvain Pouvreau (Paris, 1656).

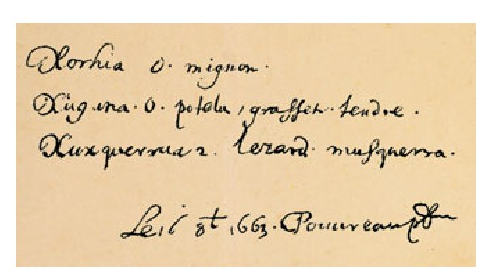
Un texte autographe de Silvain Pouvreau.

### Traductions
- Guiristinoaren dotrina (Paris, 1656), traduction en basque de L'Instruction du chrétien de Richelieu (lire en ligne).
- Philotea (Paris, 1664 ), traduction en basque de l'Introduction à la vie dévote de saint François de Sales. Dominique Bidegarai est l'un des auteurs de autorisations religieuses de la publication (lire en ligne).
- Gudu espirituala (Paris, 1665), traduction en basque du Combat spirituel de Lorenzo Scupoli.

### Publications post mortem
D'autres écrits sont restés inédits :
- Les Petites Œuvres basques. Julien Vinson fit paraître en 1892 Les Petites Œuvres basques de Sylvain Pouvreau, prêtre du diocèse de Bourges. Publié pour la première fois conformément aux manuscrits originaux de l'auteur. La maison d'édition Hordago en a publié le fac-similé en 1978. Le contenu de ce livre est le suivant :
  - Grammaire de la langue basque (Euskal gramatika, frantsesez, 1-9. or.)
  - Fragments divers (pp. 11-12).
  - Sermon pur la Pentecôte (pp. 13-24).
  - Andre Dana Maria Privilegiatua, euskaraz (pp. 25-95).
  - Privilege du Roi (pp. 97-99)
- L'Imitation de Jésus-Christ (Hordago, 1978). La première traduction basque du livre de Thomas a Kempis, l'un des livres les plus traduits en basque lors des siècles suivants.

### Le dictionnaire
Silvain Pouvreau laisse également un dictionnaire basque-français : « La Bibliothèque nationale de Paris conserve, auprès d'autres manuscrits, deux exemplaires d'un magnifique dictionnaire basque-français qui reste malheureusement inédit, même s'il est vrai qu'il a été abondamment utilisé par les lexicographes postérieurs à Humboldt. Pour le composer Pouvreau a étudié attentivement les imprimés de plusieurs auteurs basques (Leizarraga, Axular, Harizmendi, Etcheberri, mais pas Dechepare) et compte Oihenart parmi ses informateurs » (Mitxelena, 1960, p. 74).
Une copie manuscrite du XIXe siècle est conservée à la Médiathèque de Bayonne.
Le vocabulaire de Pouvreau est l'un des plus anciens dictionnaires conservés (8 100 entrées). Les mots sont regroupés par familles, ce qui en fait un vocabulaire étymologique. La plupart des mots, expressions et citations recueillis sont tirés de sources antérieures. Ces références, le plus souvent, sont indiquées par des abréviations. Cependant, il est clair qu'il a également fait plusieurs néologismes, principalement en utilisant le dérivé.
En revanche, les échanges épistolaires conservés entre Pouvreau et Oihenart montrent qu'il se servit du travail du savant souletin pour lever certaines hésitations.
Le manuscrit comprend un vocabulaire en trois parties, appelées A, B et C. Le plus important des trois est A (209 p.). Il comprend également des entrées en espagnol et en latin, ainsi que de nombreuses références aux auteurs et proverbes. La partie B (200 p.) pourrait être la copie au propre de la partie A, légèrement résumée ; les 33 premières pages sont manquantes (depuis le début jusqu'à çafarda). La partie C, enfin, très courte (12 p, les mots compris entre Arrayoz et Aztorea seulement) est un début de quadruple version du vocabulaire.

### Ébauches de grammaires
Pouvreau travaille également la grammaire basque, en complément des dictionnaires, en quelque sorte. Vinson publie en 1881 ses travaux en grammaire dans la Revue de linguistique. Il faut noter que jusque-là seul le livre Notitia d'Arnauld Oihénart en faisait mention. Voici les parties qui ont été conservées :
- Chapitre second. De la construction du nom (Vinson, 1892: pp. 1-5)
  - Du substantif avec l'adjectif
  - Construction du nominatif singulier avec le verbe
  - Du génitif singulier & de ses dérivés
- Chapitre... Des terminaisons des noms verbaux (pp. 5-7)
  - Des noms actifs
  - Des noms verbaux substantifs abstractifs
- Chapitre des noms adverbiaux, &c. (pp. 7-9)

## Crédit d'auteurs
- (eu) Cet article est partiellement ou en totalité issu de l’article de Wikipédia en basque intitulé « Silvain Pouvreau » (voir la liste des auteurs).